# Fundación Vida Silvestre Argentina
La Fundación Vida Silvestre Argentina es una entidad civil fundada el 29 de junio de 1977, que trabaja en la solución de los principales problemas ambientales de Argentina. Su misión es “proponer e implementar soluciones para conservar la naturaleza, promover el uso sustentable de los recursos naturales y una conducta responsable del hombre en un contexto de cambio climático”. Para esto, desarrolla acciones basadas en la protección de áreas naturales, el consumo y la producción responsables, la legislación ambiental y la concientización y educación ambiental. 
Desde 1988 es la entidad representante para Argentina de la Organización Mundial de Conservación (WWF), la organización ambiental más grande del mundo.
La visión de Vida Silvestre es “un mundo en el cual el ser humano se desarrolle en armonía con la naturaleza”. En la actualidad, su trabajo se enfoca en cinco ecorregiones prioritarias de la Argentina por su rica biodiversidad que se encuentra amenazada: la selva paranaense, el Gran Chaco, las pampas, mares y costas y la Antártida y océanos australes.
Vida Silvestre posee mil oficinas, ubicadas en la ciudad autónoma de Buenos Aires, Puerto Iguazú y Mar del Plata. Además, cuenta con dos reservas propias: Urugua-í, en Misiones, y San Pablo de Valdés, en Chubut.

## Sobre Vida Silvestre

### Historia
El 28 de abril de 1976 falleció Alix Reynal, quien, en palabras de su padre, Miguel Reynal, "cada vez que se conectaba con la naturaleza era totalmente feliz". Este suceso lo llevó a transformar su duelo y recordatorio en un acto de vida por la memoria de su hija. Así motivó la creación de una organización dedicada a la conservación de la vida silvestre de Argentina. Reynal tomó contacto con figuras relevantes de la conservación en el país, como Teodosio Brea, Felipe Lariviere y Francisco Erize  (F. Erize se  destaca por sus fotos de animales silvestres en su vida natural). 
Además, contó con el apoyo de José María Gallardo, por entonces Director del Museo Argentino de Ciencias Naturales, y de Máximo Gainza, Director del Diario La Prensa, quienes sumados a más de treinta personalidades de la ciencia, el deporte, la cultura, la política y el mundo empresarial, se unieron al desafío de fundar una institución, cuya acta se firmó el 29 de junio de 1977 en el Museo Argentino de Ciencias Naturales.
Desde el principio se trabajó con la intención de alcanzar paulatinamente resultados tangibles, basados en información científica seria. Esto requirió una gestión monitoreada por el sector científico, que se instrumentó mediante la creación de un comité de especialistas que ayudaban a elegir los programas y evaluar los resultados.
En 1988 Vida Silvestre se convirtió en el representante oficial de WWF en Argentina.

### Equipo de trabajo
La estructura de gobierno se divide en dos. El Consejo de Administración, cuyos cargos son: presidente, vicepresidente, tesorero, secretario, vocales, y expresidentes. Actualmente, la presidenta de Vida Silvestre es Marina Harteneck. 
Por otro lado, el Consejo Científico está compuesto por una serie de especialistas, más un grupo de directores específicos: director general, director de conservación, director de la revista Vida Silvestre, director de administración y director de comunicación. 
La estructura de gestión posee un equipo que se compone de más de 40 personas, incluyendo biólogos, ingenieros (agrónomos, forestales y electricistas), geógrafos, museólogos, comunicadores, docentes, abogados y licenciados en ciencias ambientales y políticas, que trabajan en las tres oficinas.

## Trabajo
El problema que inspira el trabajo de Fundación Vida Silvestre Argentina es el uso desmedido de los recursos naturales.
En la actualidad, la actividad humana consume más de los recursos que nuestro planeta puede proveernos. Por lo tanto, se necesitan 1.3 planetas para sostener la actividad humana y conservar especies y ecosistemas que están en peligro.
El cambio climático es la consecuencia más visible del uso desmedido que la humanidad hace de los recursos naturales a nivel global. Para hacer frente a esta situación, la Fundación Vida Silvestre Argentina definió cuatro estrategias de trabajo:

### Estrategias de trabajo

#### Por más áreas protegidas

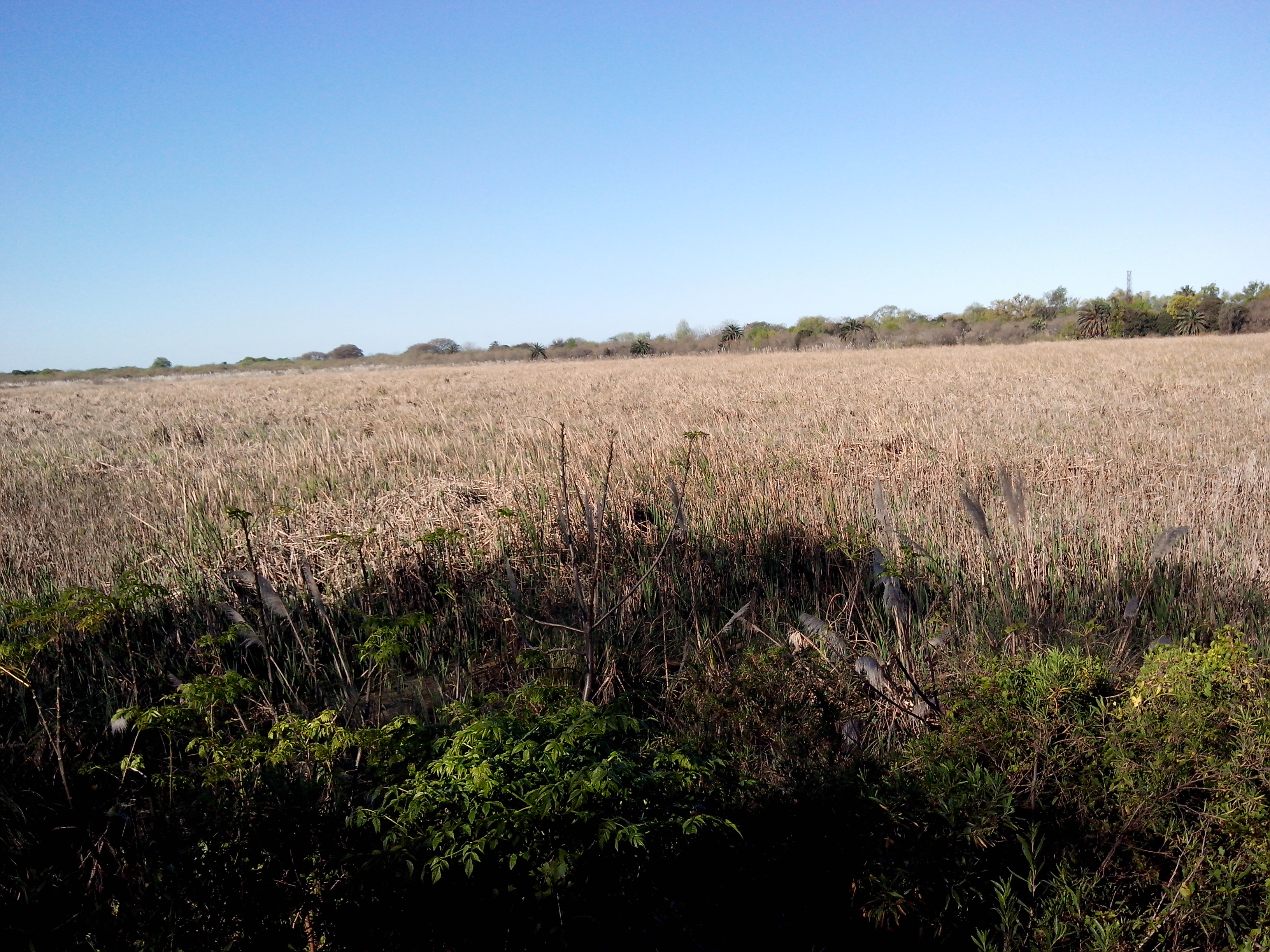
Pastizal Reserva Ecológica

A lo largo de su historia, Vida Silvestre estuvo involucrada en la creación y manejo efectivo de más de 20 áreas protegidas públicas, marinas y terrestres, municipales, provinciales y nacionales, contribuyendo así a la protección de más de 7,5 millones de hectáreas destinadas a la conservación y uso sustentable de la naturaleza.  Este esfuerzo se concretó mediante distintas clases de intervenciones, como la compra de tierras para donación al estado, gestiones y acciones de apoyo a políticas públicas, e identificación, diagnóstico y elaboración de propuestas para la creación, redacción o revisión de proyectos de leyes u ordenanzas. 
En este sentido, se avanzó a través de diferentes estrategias, como la identificación de áreas valiosas para la conservación en las ecorregiones prioritarias para Vida Silvestre, con el objetivo de impulsar la creación de áreas protegidas.
En 1983 Vida Silvestre realizó un relevamiento al arroyo Urugua-í, en Misiones, a raíz de la construcción de una represa, y propuso medidas de compensación que derivaron en la creación del parque provincial Islas Malvinas, protegiendo 10 000 hectáreas de bosque atlántico, y su posterior ampliación a 87 000 hectáreas del actual parque provincial Urugua-í.
En 1985, se exploró la meseta del Somuncurá, en Patagonia y a partir de un informe en el que Vida Silvestre proponía su protección, se creó en 1986 el área natural protegida Meseta de Somuncurá, que protege 1.6 millones de hectáreas en el norte de Patagonia. Dos años después, Vida Silvestre realizó el primer relevamiento integral de áreas costeras en Patagonia, e inició las gestiones para la creación del parque provincial Cabo Blanco Complejo Isla Pingüino-Bahía Oso Marino, que en 2010 fue declarado parque interjurisdiccional marino, y la isla de Monte León, desde 2004 parque nacional.

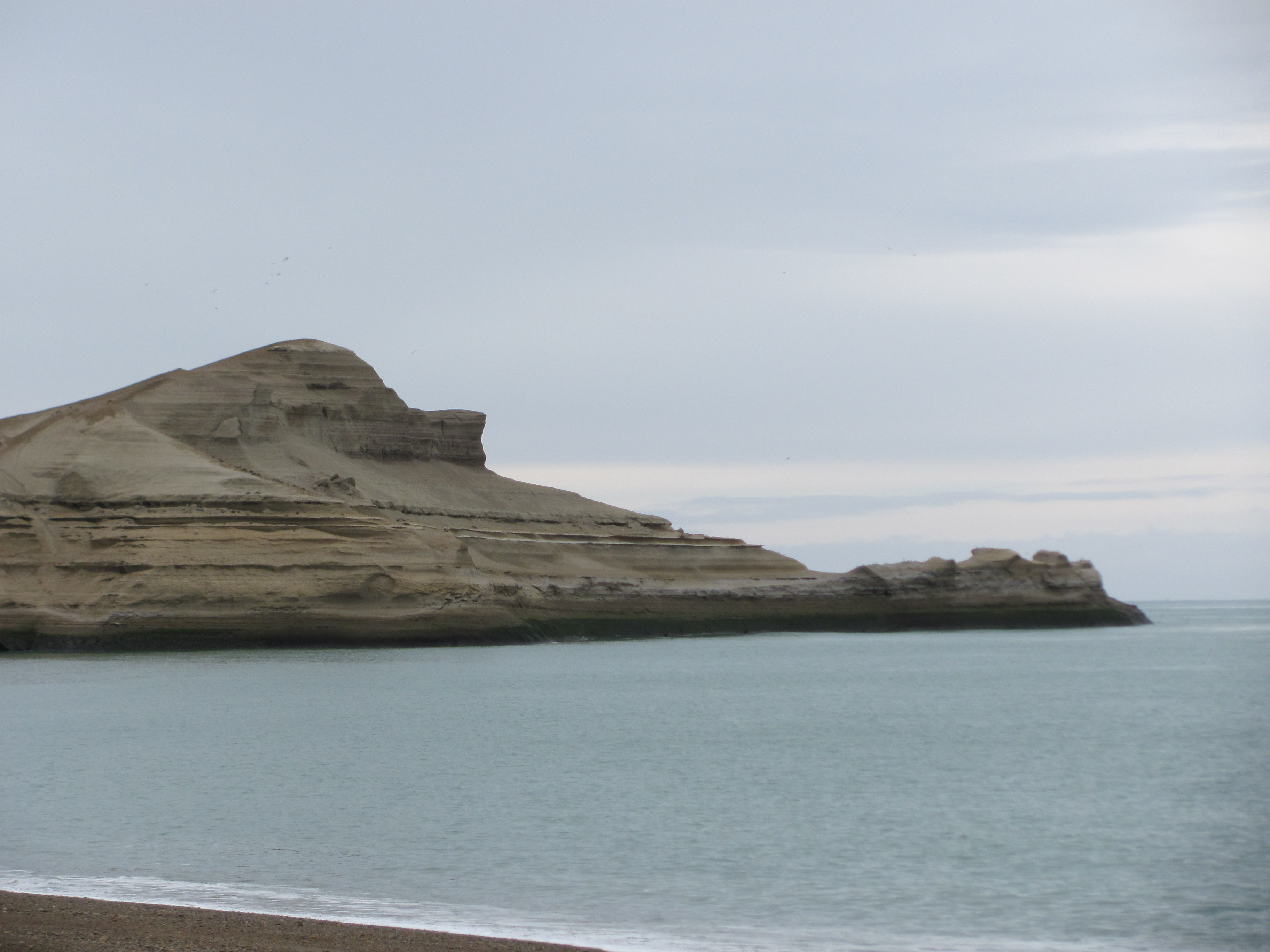
Parque Nacional Monte León, Santa Cruz, Argentina, creado gracias a Vida Silvestre

Vida Silvestre incide activamente en la creación y manejo de áreas protegidas, sentando precedentes importantes para la Argentina y la región. En 2003, la Fundación Vida Silvestre Argentina recibió el Premio “Conservar el Futuro”, otorgado por la Administración de Parques Nacionales, en reconocimiento a sus aportes en materia de áreas protegidas. 
Algunos de los aportes incluyen la creación de las dos primeras Reservas Privadas de la Argentina, hoy un pilar fundamental de la conservación: en 1979 se estableció una Reserva de Vida Silvestre en la laguna Los Escarchados, en la provincia de Santa Cruz, y la reserva de vida silvestre Campos del Tuyú, en la provincia de Buenos Aires, a partir de convenios de comodato con los propietarios de las tierras. En 2009, Campos del Tuyú fue donada a la Administración de Parques Nacionales, creando el primer parque nacional del Pastizal Pampeano.
En 1997 a través de un acuerdo con Alto Paraná S.A. se creó una reserva de 3.243 ha, lindera a la reserva provincial Urugua-í: la reserva de vida silvestre "Urugua-í", administrada por Vida Silvestre. Ocho años después, en 2005, se creó la reserva de vida silvestre “San Pablo de Valdés”, la primera propiedad privada destinada a la protección del ambiente dentro del área natural provincial Península Valdés, sitio de Patrimonio de la Humanidad de la UNESCO, donde protege 7360 hectáreas. 
En 1983 se creó el refugio de vida silvestre parque natural municipal Ribera Norte, a partir de un acuerdo con el municipio de San Isidro. Esta fue la primera área protegida municipal de la Argentina. 
Dos años después, en 1985, gracias a un equipo coordinado por Vida Silvestre, se creó la reserva ecológica Costanera Sur, el sector más importante para la biodiversidad en la ciudad de Buenos Aires, que protege más de 300 hectáreas.
En 1991, la Administración de Parques Nacionales creó una reserva nacional en Otamendi, provincia de Buenos Aires, a raíz de una propuesta de Vida Silvestre. Ese mismo año, se estableció la reserva natural municipal Punta Rasa, que protege 520 hectáreas de pastizales costeros, gracias a la gestión de Vida Silvestre e investigaciones sobre la importancia del área para las aves migratorias.
En 2014, Vida Silvestre apoyó la creación del parque nacional El Impenetrable en la estancia La Fidelidad, en la provincia de Chaco, uno de los últimos relictos de bosque chaqueño en esta provincia. 
Otras gestiones en el área incluyen el estudio de los impactos ambientales de los gasoductos Nor Andino y Atacama en el Noroeste Argentino, y una serie de medidas propuestas para su compensación. Gracias a esta gestión se crearon la Reserva nacional El Nogalar de Los Toldos (3253 hectáreas) y el parque provincial Laguna Pintascayo (12 139 hectáreas, Salta).
A su vez, a lo largo de 10 años, Vida Silvestre capacitó a más de 50 técnicos y guardaparques provinciales y nacionales de áreas protegidas del litoral atlántico Argentino, de Uruguay y del Estado de Río Grande do Sul (Brasil), en herramientas de monitoreo de aves playeras migratorias. A través de convenios con las academias de guardaparques, se contribuyó con la formación a través de pasantías en la Reservas de Vida Silvestre Urugua-í y San Pablo de Valdés. 
Desde 1987 se desarrolla con éxito el Programa Refugios de Vida Silvestre, el primer sistema de áreas protegidas privadas voluntarias de la Argentina, y pionero en América Latina, protegiendo a 2015 más de 177.000 hectáreas de alto valor biológico, en nueve provincias del país. Algunas de ellas cuentan con más de diez años de historia.  
Desde 2014, con la coordinación de Vida Silvestre, se consolidó la Red Argentina de Reservas Naturales Privadas, que nuclea diferentes actores y organismos de la conservación privada: 58 reservas que protegen más de 180.000 hectáreas en 15 provincias, trabajan junto a 15 organizaciones de la sociedad civil en una red sin precedentes a nivel nacional. Vida Silvestre participa en el comité de gestión, como organización, y además como propietaria a través de las Reservas de Vida Silvestre.

#### Por una legislación ambiental efectiva

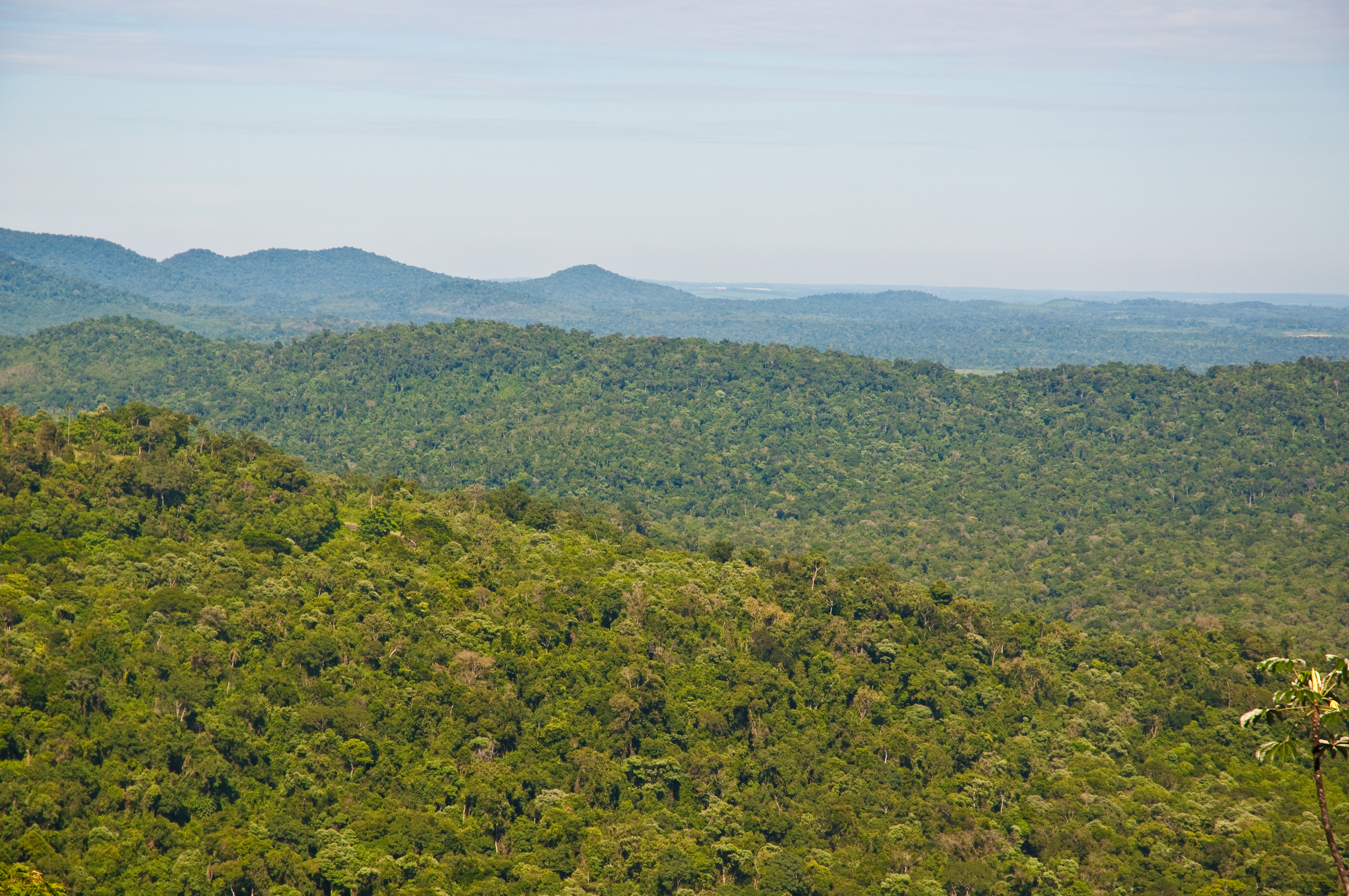
Selva paranaense, en Misiones

En 1990, Vida Silvestre llevó a juicio oral y público el primer caso ambiental contra el comercio ilegal de fauna. El imputado resultó condenado. Tres años después, en 1993, la organización recolectó 1.200.000 firmas de ciudadanos para impulsar la inclusión de la figura de Delito Ambiental en el Código Civil. Aunque el cometido no se logró, fue un primer paso para concientizar a la ciudadanía acerca de la importancia de este tema.
A fines de 2007, el Congreso Nacional aprobó la Ley 26.331 de Presupuestos Mínimos de Protección Ambiental de los Bosques Nativos. Sin embargo, el Poder Ejecutivo recién la reglamentó en febrero de 2009, tras el reclamo que hicieron más de 70 organizaciones sociales, entre ellas, Vida Silvestre. 
La Ley de Bosques establece que las provincias deberán realizar el ordenamiento territorial de sus bosques nativos (OTBN) a través de un proceso participativo, categorizando los usos posibles para las tierras boscosas: desde la conservación hasta la posibilidad de transformación para la agricultura, pasando por el uso sustentable del bosque. 
Así los bosques se zonifican de la siguiente manera: categoría I (rojo): sectores de muy alto valor de conservación que no deben desmontarse ni utilizarse para la extracción de madera y que deben mantenerse como bosque para siempre. Incluirá las reservas naturales y sus áreas circundantes, que tengan valores biológicos sobresalientes, o sitios que protejan cuencas hídricas de importancia (nacientes de ríos y arroyos); categoría II (amarillo): sectores de alto o medio valor de conservación, que pueden estar degradados pero que si se los restaura pueden tener un valor alto de conservación. Estas áreas no pueden desmontarse, pero podrán ser sometidos a los siguientes usos: aprovechamiento sostenible, turismo, recolección e investigación científica; categoría III (verde): sectores de bajo valor de conservación que pueden transformarse parcialmente o en su totalidad, con la previa realización de una Evaluación de Impacto Ambiental.

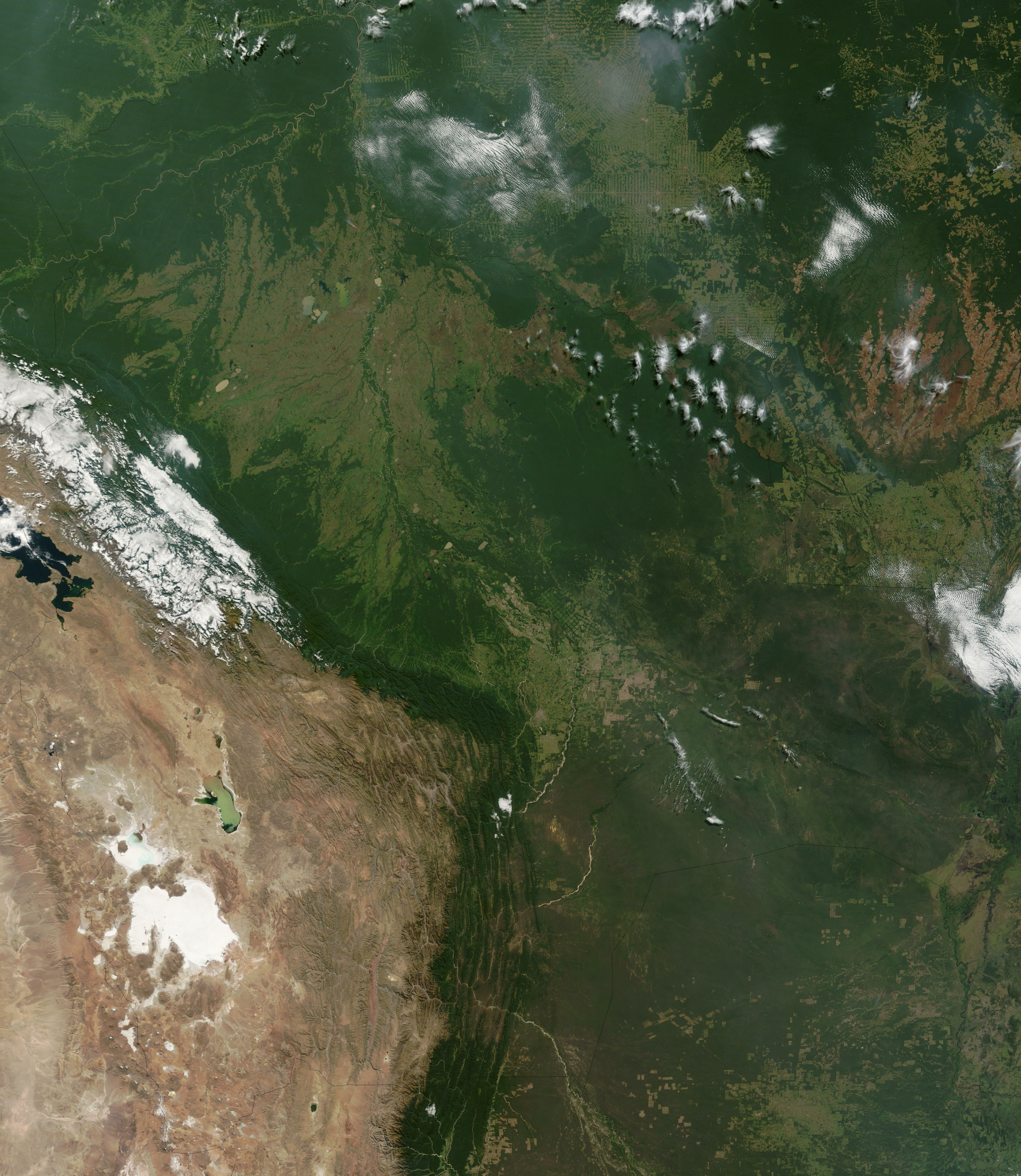
La deforestación es uno de los mayores problemas ambientales a nivel mundial

Desde la sanción de la Ley de Bosques el promedio de deforestación anual disminuyó casi un 20%, al pasar de aproximadamente 280.000 a 230.000 hectáreas al año. Pero a la fecha, esos números continúan siendo muy altos. Solo entre 2008 y 2011 se desmontaron 932.109 hectáreas en las jurisdicciones relevadas por los expertos: en Santiago del Estero fueron eliminadas 399.660 hectáreas de bosques nativos; en Salta se deforestaron 222.868 hectáreas; en Formosa fueron taladas 113.109 hectáreas; y en Chaco se desmontaron unas 102.592 hectáreas. Así se estima, sobre la base de información oficial y de otras organizaciones sociales, que desde la sanción de la ley hasta fines de 2012 se deforestaron 1.145.044 de hectáreas.
Vida Silvestre considera que es clave poner especial atención en la ecorregión chaqueña, que viene sufriendo las mayores pérdidas de bosques en los últimos 20 años. En este sentido es fundamental el diálogo entre los gobiernos provinciales para que las revisiones de los Ordenamiento Territorial de los Bosques Nativos trasciendan las fronteras políticas y exista una continuidad paisajística entre las distintas provincias que abarcan la ecorregión. Es necesaria, además, una revisión integrada de los posibles modelos productivos sustentables a promover para su implementación en las áreas amarillas, en el marco de un trabajo de análisis y genuino diálogo entre los sectores productivo, social y ambiental.  
Estas cuestiones son fundamentales para resolver y poner en marcha mecanismos administrativos que hagan más eficiente la ejecución de los fondos de la Ley por parte de las provincias, acompañado por un aumento de los fondos destinados a la Ley en el Presupuesto Nacional. La Ley de Bosques es una herramienta que debe ser aplicada adecuadamente para asegurar la conservación de nuestros bosques nativos. En este sentido, la Fundación Vida Silvestre Argentina participa y monitorea la aplicación de esta normativa en las provincias de las ecorregiones prioritarias: Gran Chaco (Chaco, Formosa, Salta, Santiago del Estero) y la Selva Paranaense (Misiones), para promover el uso sustentable y a largo plazo de los bosques nativos de Argentina.
En 2013, Vida Silvestre a través de su campaña La Hora del Planeta impulsó la sanción de la ley que creó la primera área marina protegida de Argentina, Banco Burdwood, también llamado banco Namuncurá, una zona de aproximadamente 34.000 km² de alta biodiversidad y vulnerabilidad a los cambios ambientales, ubicada dentro de la zona económica exclusiva de la Argentina.  Aportando datos técnicos se contribuyó a proteger esta meseta submarina, ampliando la protección del mar Argentino del 1% a aproximadamente el 3.2%. Ese mismo año, Vida Silvestre organizó el Primer Encuentro Internacional sobre Áreas Marinas Protegidas Oceánicas. La reunión, dirigida a representantes de gobiernos, organizaciones de la sociedad civil, institutos de investigación y sector privado que trabajan para la conservación de los recursos marinos, tuvo el objetivo de mejorar las capacidades locales y proveer herramientas para la creación e implementación de un sistemas de Áreas Marinas Protegidas, cuya ley fue sancionada en 2014.

#### Por una producción y consumo responsable
Los sectores de la producción generan impactos sobre el medio ambiente. Estos impactos no dependen solo de la actividad en sí, sino también de las formas en que se desarrollan. Los principales motores de la Huella Ecológica en la Argentina son la matriz energética y el consumo de energía, junto a los cambios en el uso del suelo, como producto de las actividades agropecuarias y forestales.
La Argentina, como país esencialmente productor y exportador de materias primas, sustenta con sus recursos naturales el consumo interno y el consumo de regiones alejadas como Europa y Estados Unidos. Por ello, Fundación Vida Silvestre Argentina trabaja coordinadamente con WWF, para promover cambios en el mercado global destinados a que países, empresas y ciudadanos desarrollen prácticas comerciales que apunten a reducir la huella ecológica global y, por consiguiente, el impacto sobre el cambio climático y los recursos naturales.

##### Madera

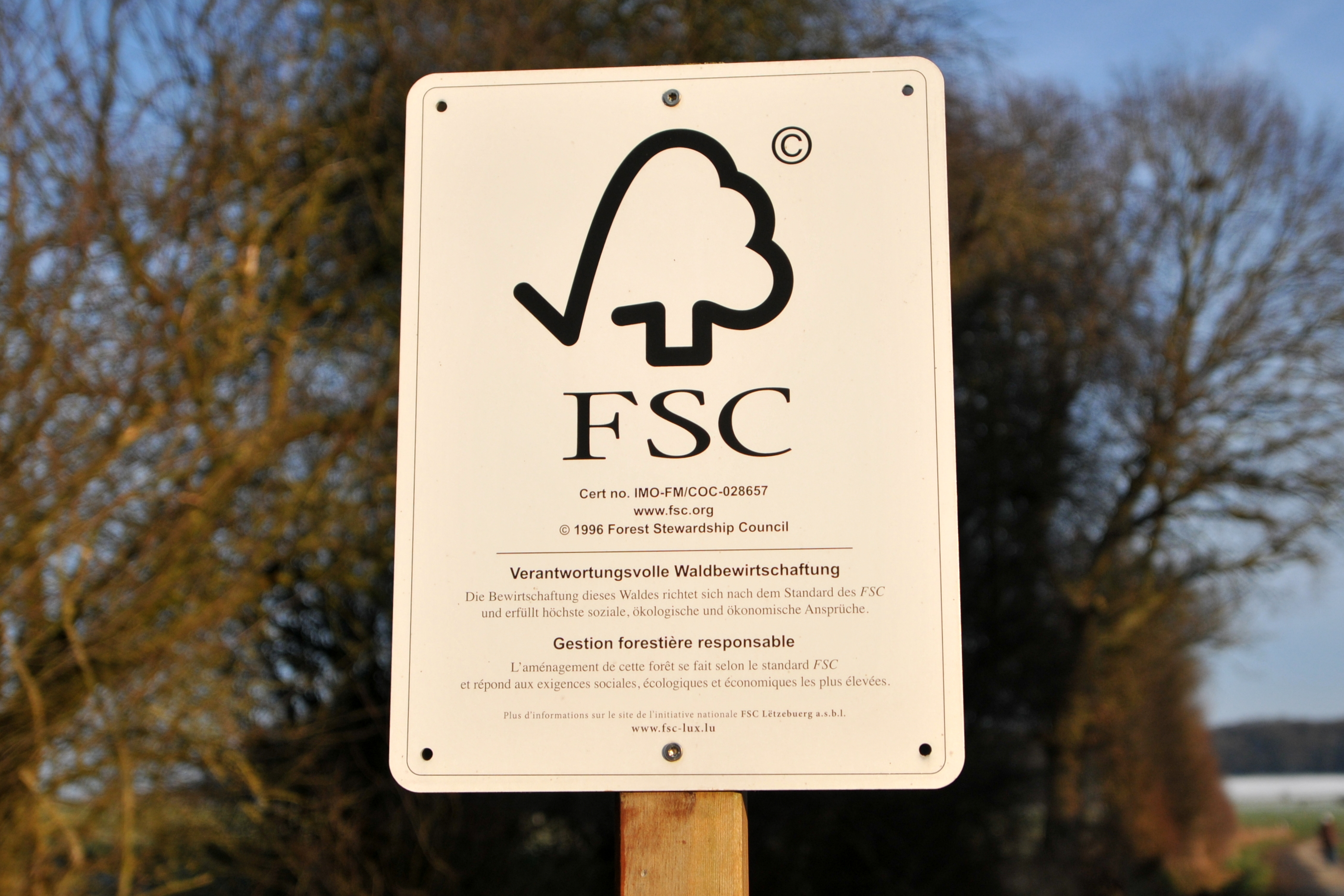
Certificación FSC

Desde 2002, la organización impulsa el manejo forestal responsable, liderando la certificación forestal en la Argentina bajo los estándares del Consejo de Administración Forestal ((Forest Stewardship Council, FSC) y la creación de la Red de Comercio Forestal. El Consejo de Administración Forestal es una organización internacional cuyo objetivo es promover el uso ambientalmente responsable, socialmente benéfico y económicamente viable de los bosques del mundo. Para cumplir con su propósito, ha desarrollado estándares internacionales y nacionales, y un sistema de certificación para identificar y etiquetar productos provenientes de bosques bien manejados. Este sistema ha sido desarrollado a través de la participación de distintos grupos de interés, como los dueños de bosques, administradores, fabricantes de productos forestales, comunidades locales, organizaciones no gubernamentales, entre otros.
Vida Silvestre es miembro de la Cámara Ambiental del FSC Internacional y fue, desde el año 2002 hasta mediados del 2006, la organización de contacto del FSC en la Argentina. Durante ese periodo Vida Silvestre asumió el compromiso de promover su sistema de certificación a nivel nacional. Además de actividades de difusión y promoción del FSC en el país, durante ese tiempo se conformó un grupo de trabajo con representantes de los distintos sectores (ambiental, social y económico). Con ellos, se elaboraron los Procedimientos para el Desarrollo de Normas de Manejo Forestal en la Argentina y la Norma de Manejo Forestal de Plantaciones para nuestro país.

##### Energía

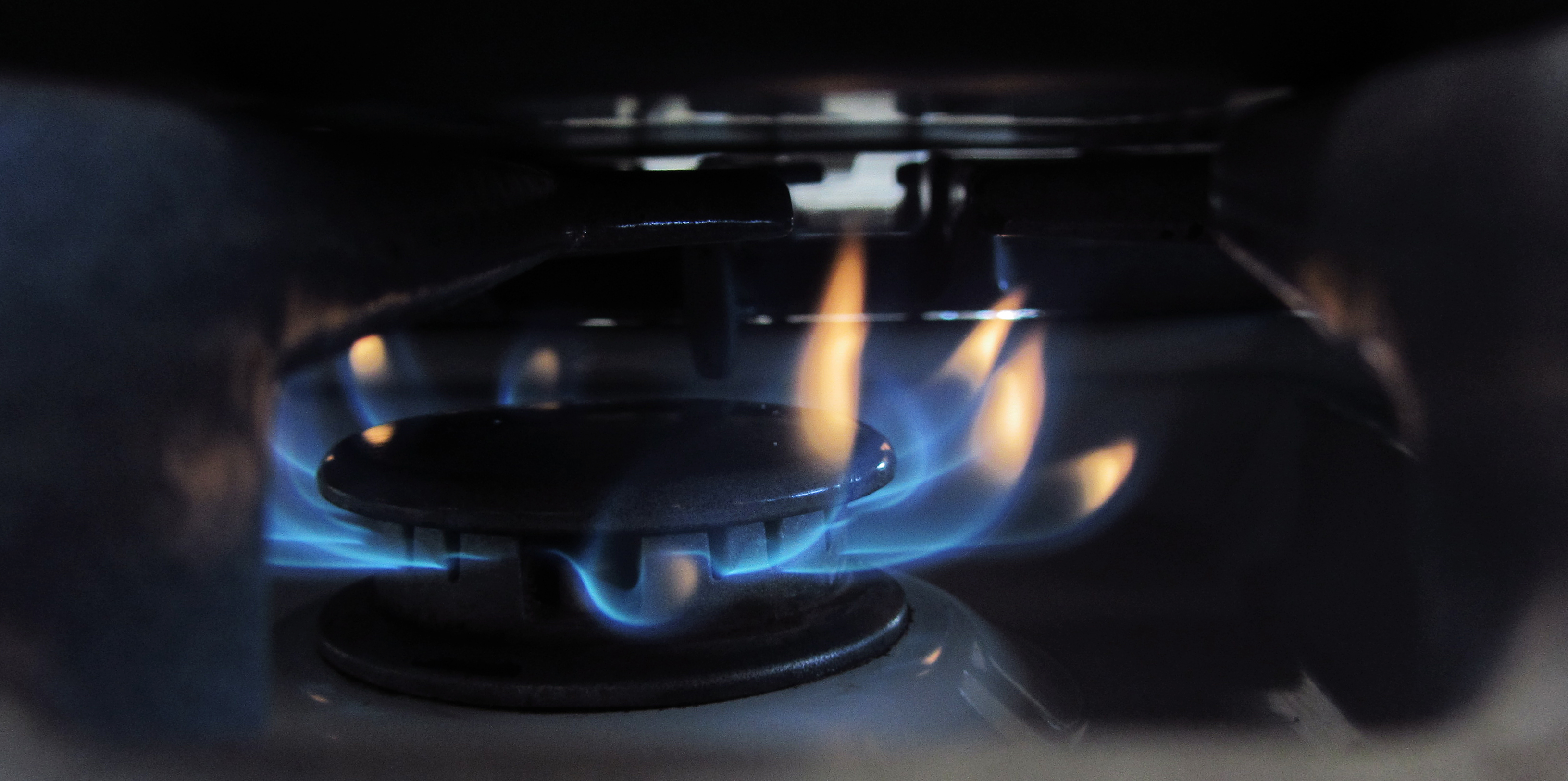
Vida Silvestre busca promover la mejor manera de consumir energía

En 2006 Vida Silvestre presentó el informe Escenarios Energéticos para la Argentina (2006-2020), donde se estimó que el potencial de reducción para ese período podía ser entre un 30 y un 48% con respecto a las emisiones estimadas para 2020, si se aplicaran políticas para la reducción del consumo. Una parte importante de este potencial de ahorro se encuentra en el sector residencial y en el sector comercial/público. Estos dos sectores concentran el 62% del potencial de ahorro de energía eléctrica. 
En 2011, Vida Silvestre difundió en Argentina el estudio de WWF “Informe de la Energía Renovable. 100% de Energía Renovable para el año 2050”, donde se indica que las necesidades energéticas del planeta pueden ser satisfechas de forma limpia, renovable y económicamente posible para el año 2050. El informe, que llevó dos años de trabajo, contiene un análisis elaborado por WWF y un escenario presentado por Ecofys, una consultora sobre temas energéticos. El análisis muestra que para el año 2050 la generación de energía - para el transporte, las actividades industriales y las necesidades domésticas – puede ser provista con tan sólo una minúscula fracción de combustibles fósiles y nucleares. La eficiencia energética en edificios, vehículos e industrias será el ingrediente clave, junto con el abastecimiento de energía a través de la electricidad generada de manera sostenible y distribuida a través de redes eléctricas inteligentes, para alcanzar esta meta.
En 2013 se realizó una actualización de ese informe, Escenarios energéticos para la Argentina (2013-2030) con políticas de eficiencia que refleja las medidas ya implementadas en el sector eléctrico y que comenzaron a mostrar resultados concretos.
Además, Vida Silvestre promueve la aplicación de etiquetas de eficiencia energética en distintos productos para que los consumidores puedan incluir entre sus opciones de compras el criterio de reducción de las emisiones. Las etiquetas de eficiencia energética son etiquetas informativas adheridas a los productos, que proporcionan datos a los consumidores para que puedan adquirir estos productos con la información adecuada desde el punto de vista energético. La etiqueta de eficiencia energética argentina, al igual que la de la Unión Europea y las de otros países, cuenta con una escala comparativa de tipos de eficiencia, identificada con letras y colores, que varían según el aparato en cuestión informando, de manera simple, el nivel de consumo de energía de un aparato. 
Hasta el momento, en Argentina el sistema es obligatorio para heladeras, lámparas, lavarropas, acondicionadores de aires, balastos, cocinas y calefones. Este sistema puede hacerse extensivo a todos los artefactos como motores eléctricos, equipos de gas, casas, automóviles, puertas y ventanas, entre otros. 

##### Pesca

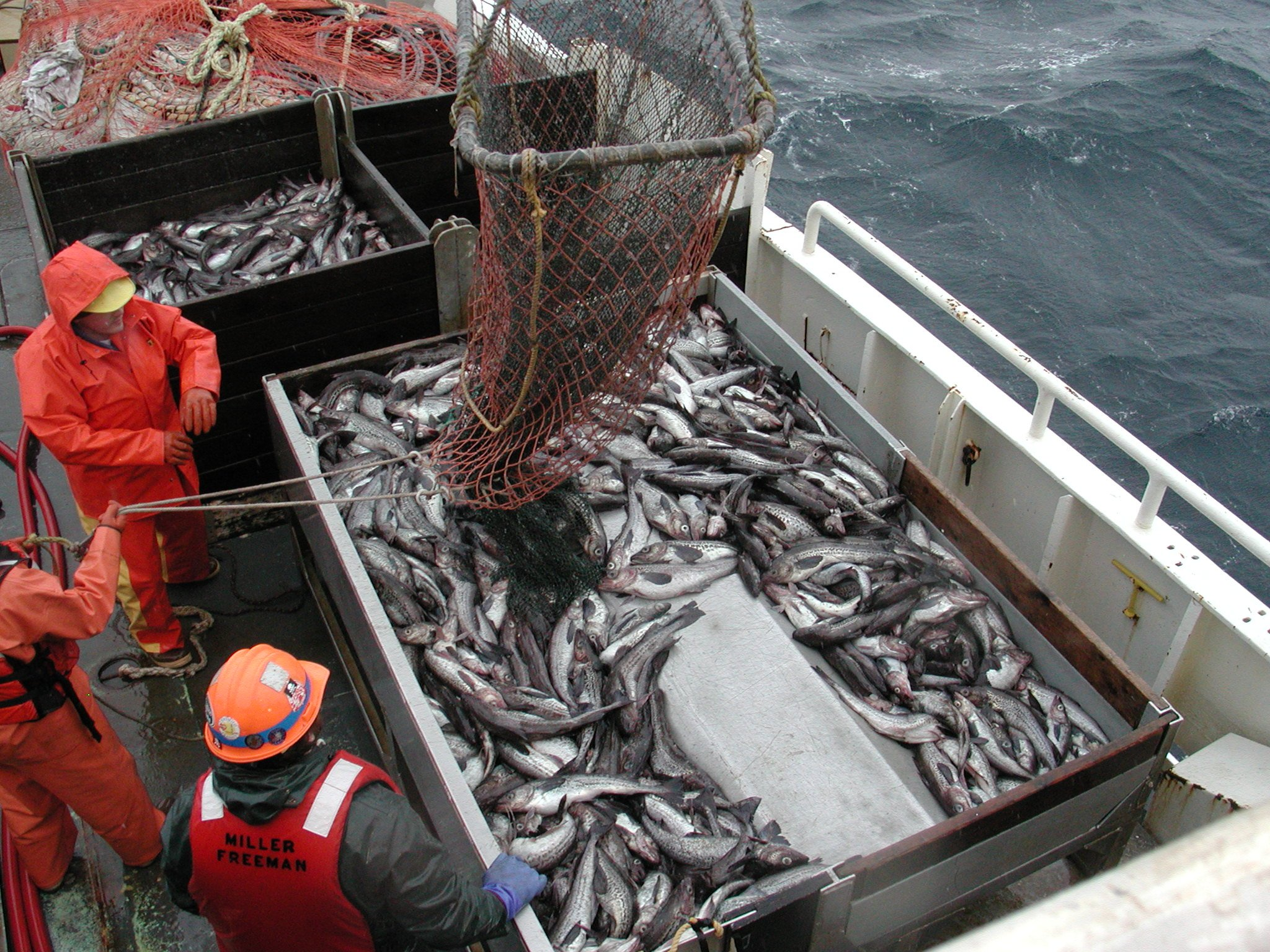
Vida Silvestre impulsa la pesca sustentable en el Mar Argentino

Vida Silvestre busca impulsar un modelo pesquero sustentable: trabajando con los diferentes actores relacionados con el mar para promover la pesca administrada sustentablemente, regulada de forma adecuada, e implementada mediante prácticas de pesca responsable, amigables con el ambiente. Todo esto, en el marco de un nuevo modelo de desarrollo pesquero, que garantice la sustentabilidad económica, ambiental, social y política del sector sobre la base de diferentes estrategias.
Estas incluyen generar un sistema de manejo pesquero basado en la mejor información científica fidedigna disponible, aplicando el criterio precautorio y el enfoque ecosistémico; desarrollar un esquema de gobernabilidad participativa que contribuya a la generación de consensos y compromisos entre todos los actores y a la promoción de prácticas pesqueras responsables, incluyendo el acceso público a la información; adecuar el marco legal con un enfoque dinámico que asegure el cumplimiento de las políticas pesqueras en términos de manejo sustentable; implementar un sistema de monitoreo pesquero eficiente y transparente que genere información confiable (estadísticas; vigilancia y control de capturas a bordo, descartes y desembarques; observadores a bordo); ajustar la capacidad pesquera a la disponibilidad de los recursos; incorporar tecnologías de captura selectiva; optimizar los aspectos tecnológicos y económicos para mejorar el valor de los recursos pesqueros, aprovechar la pesca acompañante, diversificar los productos y procesarlos con valor agregado y mano de obra intensiva.
Así, luego del trabajo conjunto, se consiguió desarrollar el primer modelo de gestión pesquera basado en el ecosistema de la Argentina, en el Golfo San Matías (Río Negro). Este caso testigo es un ejemplo concreto de que es posible. Desde 2004, y junto con empresas locales, el gobierno de la provincia de Río Negro y el Instituto de Biología Marina y Pesquera de San Antonio Oeste, Vida Silvestre impulsa la certificación de las pesquerías del Golfo San Matías, como modelo a replicar.
A su vez, se realizaron gestiones antes las autoridades nacionales para que impulsen la planificación de la industria, basada en la mejor información científica disponible, y considerando la sustentabilidad del recurso como la base para la actividad pesquera. Asimismo, Vida Silvestre trabaja en la difusión de la problemática de la pesca, particularmente con la merluza, habiendo realizado campañas para la compra de ejemplares adultos (filetes mayores a los 20 cm) y propuestas de otras especies de pescado a la hora de comprar. 
En cuanto a certificaciones, Vida Silvestre impulsó una alternativa ambiental sostenible a través de la promoción del programa de certificación de pesquerías del Marine Stewardship Council (MSC). Las certificaciones de pesquerías permiten reconocer y recompensar la buena gestión pesquera, y crear una manera sencilla para que compradores y consumidores puedan identificar productos del mar sostenibles. En la Argentina, actualmente, existen tres pesquerías que cuentan con la certificación MSC: pesquería de vieira patagónica (2006), primera pesquería de vieira del mundo en obtenerla; la anchoita Argentina bonaerense, primera pesquería de anchoveta certificada MSC en el mundo (2011) y la merluza de cola argentina (2012). Integrando esta meta a una visión de mediano y largo plazo, se está trabajando para transformar la eco-etiqueta MSC en una herramienta para el desarrollo regional sustentable.

##### Ganadería

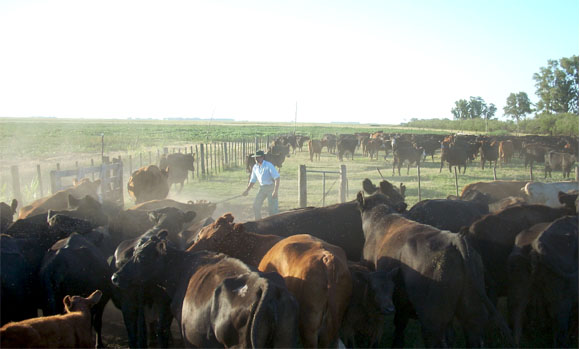
Ganadería sustentable: buscando alianzas con los productores

Estudios orientados a la identificación de áreas de importancia para la conservación de los pastizales pampeanos y de las aves que dependen de estos demostraron que los pastizales en buen estado de conservación estaban en su mayoría en manos de propietarios privados y el hecho de que se mantuvieran en ese buen estado de conservación se debía, en su mayoría, a que fueron destinados a la actividad ganadera extensiva.
A partir de allí, Vida Silvestre entendió que el productor y su actividad ganadera extensiva tenían que ser sus aliados. Desde entonces trabaja en conjunto con el sector productivo para conservar y manejar adecuadamente ese capital natural que representa el pastizal, que alberga una biodiversidad valiosa y única, en muchos casos amenazada de extinción, pero que también es el sostén -como recurso forrajero- de una de las actividades económicas más importantes del país.
Al mismo tiempo, Vida Silvestre detectó algunas prácticas de manejo de pastizales que generan cambios en el ambiente, como el pastoreo continuo, la promoción de forrajeras invernales a través del uso de herbicidas, el manejo inadecuado de las cargas ganaderas y el reemplazo del campo natural por pasturas implantadas. Al mismo tiempo, estas prácticas pueden potenciar la degradación del pastizal y el inicio de procesos de erosión y salinización del suelo con un efecto negativo para la producción.
Es así que durante el 2006, conjuntamente con integrantes del Programa de Veterinarios de campo (Field Veterinary Program) de la Sociedad para la Conservación de la Vida Silvestre (Wildlife Conservation Society) se elaboró un modelo de Plan Sanitario con fines productivos y de conservación para los campos ganaderos de la bahía Samborombón. Dicho modelo fue desarrollado a partir de una serie de estudios de los rodeos vacunos que se encuentran en campos vecinos a las áreas protegidas de la zona. Estos incluyeron no sólo evaluaciones directas de enfermedades infecciosas y parasicológicas, sino también encuestas a los productores ganaderos de la zona con el objeto de conocer los planes sanitarios que implementan.

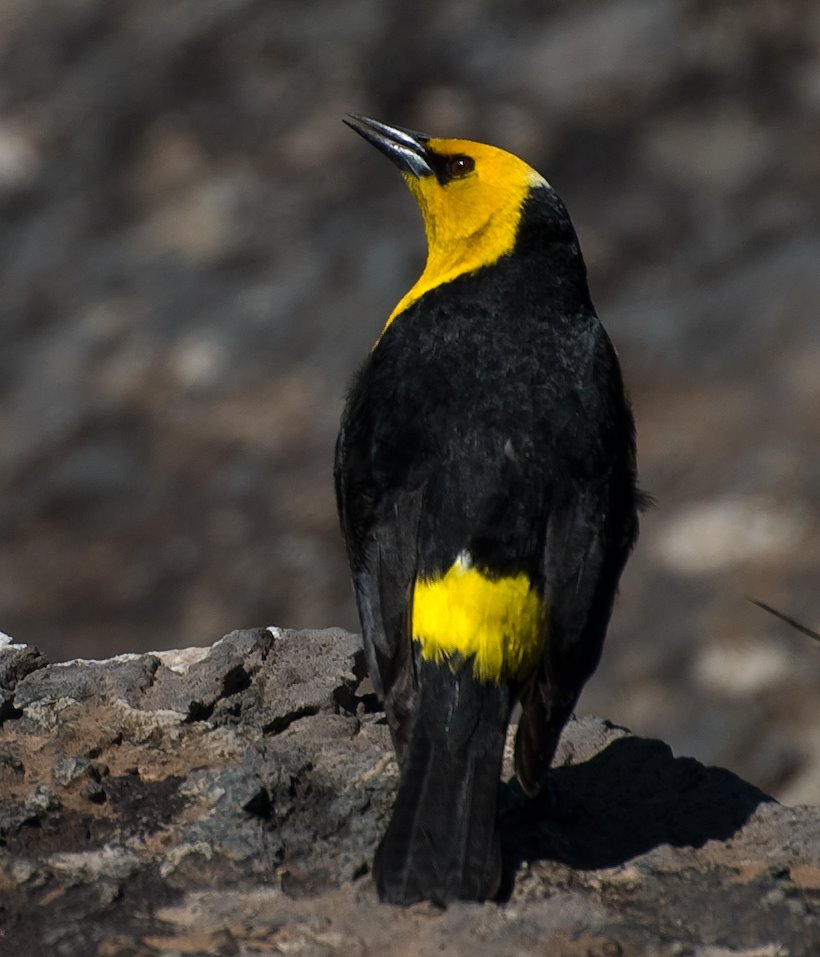
Tordo amarillo, un ave emblemática del pastizal

Junto con Aves Argentinas y la Iniciativa Alianza del Pastizal, y con el apoyo del INTA, Vida Silvestre realizó el proyecto “Pastizales y Sabanas del Cono Sur de Sudamérica: iniciativas para su conservación en Argentina” cuyo objetivo central fue impulsar una ganadería sustentable en pastizales promoviendo la integración de la conservación de la naturaleza y la producción agropecuaria. 21 campos que cubren un aproximado de 59.700 hectáreas ya están trabajando con ganadería sustentable según los resultados del programa. En la región, dentro de la Alianza del Pastizal, esto se amplía a 121.000 hectáreas que participaron del programa de certificación.
De esta manera, y a partir de la asistencia técnica, el diagnóstico y el monitoreo ambiental, y la gestión de políticas e incentivos a los sistemas productivos sustentables, Vida Silvestre busca apoyar a aquellos productores que demuestren voluntad e interés por la conservación de nuestros recursos naturales.

##### Soja

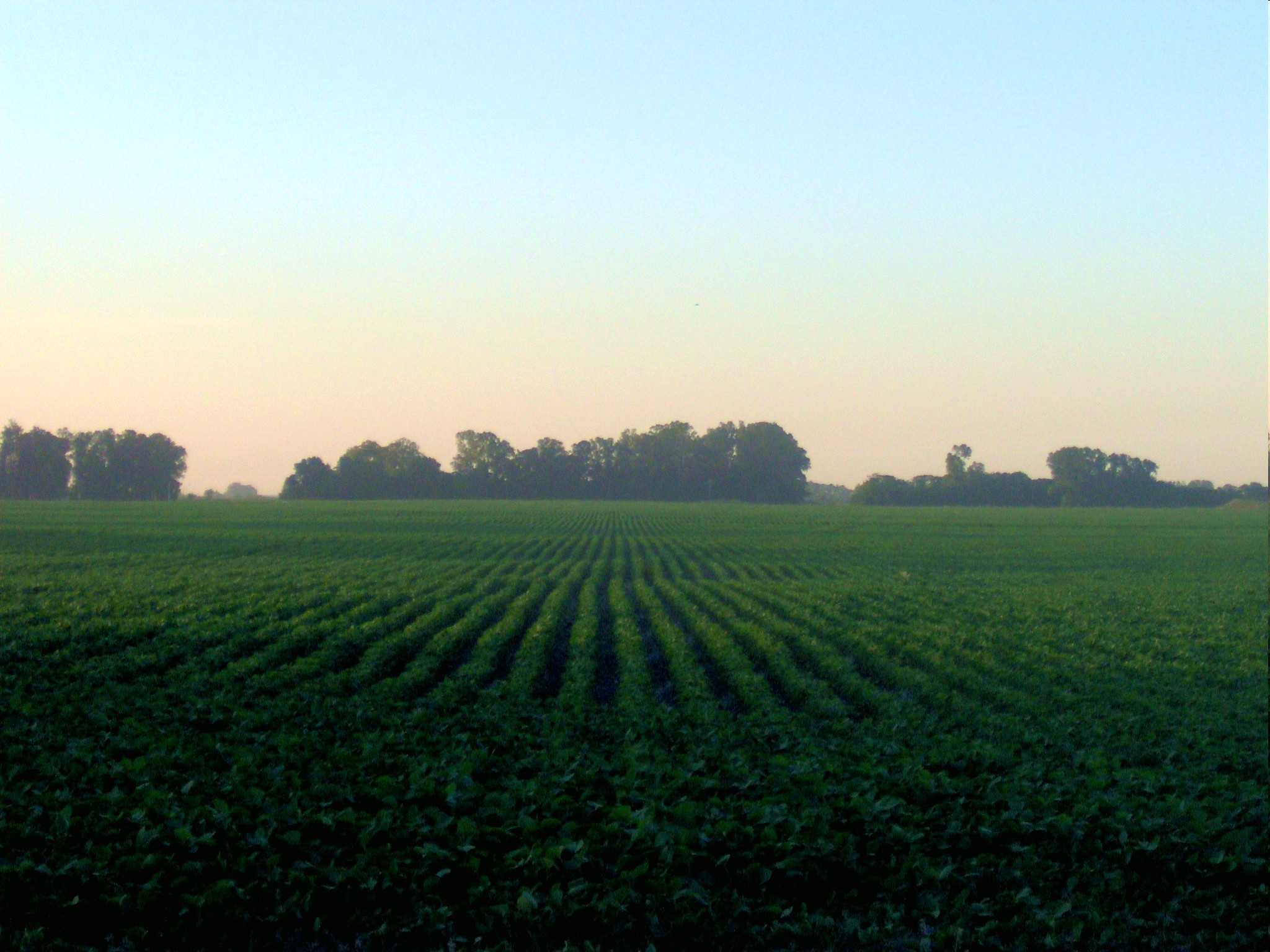
Plantación de soja

Como consecuencia de la producción de soja, áreas enormes de bosques, pastizales y sabanas se perdieron al ser convertidas para agricultura. En total, el área de tierra en Sudamérica dedicada a la soja creció de 17 millones de hectáreas en 1990 a 46 millones de hectáreas en 2010, mayormente en tierras convertidas a partir de ecosistemas naturales. Entre 2000 y 2010, 24 millones de hectáreas fueron convertidas a cultivos en Sudamérica, y la producción de soja se expandió 20 millones de hectáreas en el mismo periodo. 
En este sentido, Vida Silvestre participa del RTRS (Mesa redonda de soja responsable), buscando una solución, considerando que la sustentabilidad del suelo y del agua deben interesar al productor porque se trata de sus recursos productivos, de su posibilidad de seguir produciendo en el futuro. Es necesaria la adopción generalizada de buenas prácticas agrícolas, que incluyan rotaciones de cultivos, manejo integrado de plagas, uso responsable de agroquímicos y labranzas conservacionistas. Estas prácticas están disponibles, son conocidas y difundidas tanto por organismos oficiales como privados. Lamentablemente, su aplicación en la práctica no es generalizada. Todas estas cuestiones pueden ser promovidas a través de políticas públicas, que establezcan marcos regulatorios claros y exigibles, así como incentivos adecuados para que la producción sustentable sea además rentable.
Adicionalmente, sobre este tema, WWF lanzó en 2014 el informe “El crecimiento de la soja: impacto y soluciones” que explica el alcance del problema, los factores que lo promueven y cómo a todos nos toca un rol en la implementación de soluciones.

#### Por más concientización y educación ambiental

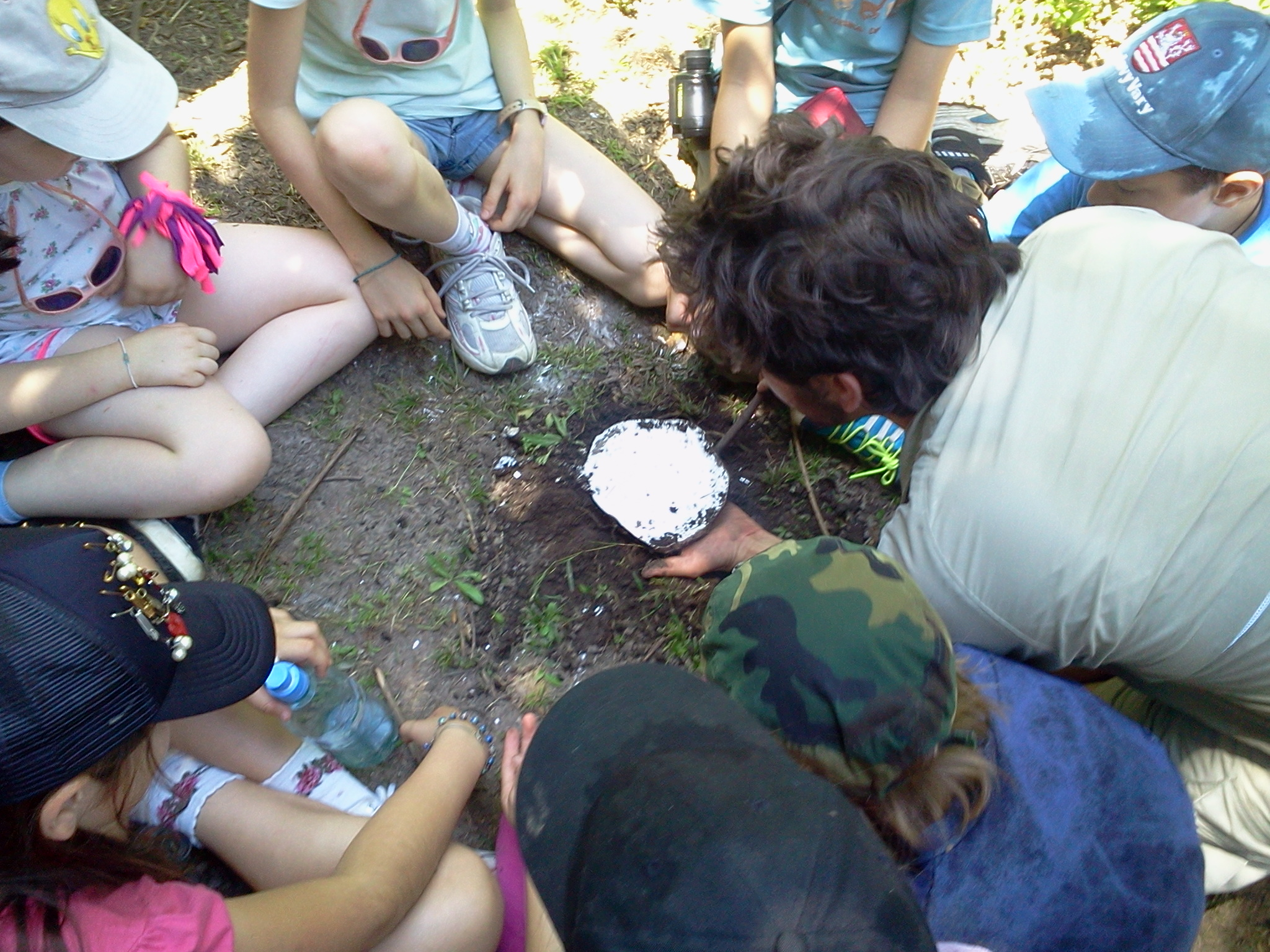
Safari Educativo de Vida Silvestre en la Isla Martín García

Vida Silvestre realiza actividades de educación ambiental desde 1978, cuando fue pionera en el contacto de grandes y chicos con la naturaleza a través de los Safaris Conservacionistas, que formaron una generación de personas comprometidas con el medio ambiente, a través de campamentos que unen la aventura de conocer la riqueza natural de Argentina, junto a la diversión y el aprendizaje del valor de la naturaleza. Más de 7000 personas pudieron acercarse a la naturaleza a través de más de 150 safaris educativos.  
En 2014, Vida Silvestre relanzó el programa de Safaris, a través de viajes que ofrecen un espacio de recreación en contacto con la naturaleza dirigidos a todos los públicos: niños y jóvenes en edad escolar, socios de Vida Silvestre, grupos de empresas, familias y docentes, que realizan actividades en la naturaleza y brindan la posibilidad de realizar experiencias de trabajo en equipo, y aprendizaje colaborativo mediante diversas dinámicas dirigidas por biólogos, guardaparques, guías y docentes expertos en el tema.
A partir de 1982 se publica la Revista Vida Silvestre, primera en divulgar contenidos de conservación en Argentina. A lo largo de su historia recibió varios premios por su labor de concientización sobre la problemática ambiental. Entre ellos, el premio ADEPA en los años 1999 y 2003, y el premio Santa Clara de Asís en 2004. Los últimos números pueden consultarse gratuitamente en su versión digital en el sitio de la organización. 
Pionera en la difusión de contenidos ambientales, en 1981 Vida Silvestre auspició el ciclo televisivo “El Maravilloso Mundo de los Animales”, que se emitió los sábados por la televisión de aire. En 1982, los naturalistas más prestigiosos de la Argentina dictaron cursos desde Vida Silvestre, incluyendo a Pablo Canevari, José María Gallardo y Enrique Bucher.
En 1986, se crearon pósteres y guías educativas dedicadas a las distintas regiones naturales del país, primeras en su género. Al año siguiente se continuó este trabajo con la impresión de un póster de la selva misionera. En 1997, Vida Silvestre lanzó la caja educativa Huemul, luego de grandes esfuerzos por la conservación de esta especie emblemática de la Patagonia Argentina. Ese mismo año, se editó material educativo con Villa del Sur: “Aprendé jugando”. 
Para Vida Silvestre, los docentes cumplen un rol central en la concientización de las nuevas generaciones acerca de cómo los seres humanos nos relacionamos con la naturaleza. Por ello, Vida Silvestre ofrece diferentes herramientas de formación continua para apoyar a los educadores de todo el país a incorporar la temática ambiental en la escuela.
En alianza con prestigiosas academias, Vida Silvestre ofrece cursos, seminarios, charlas y capacitaciones para que los docentes encuentren un espacio en donde formarse y compartir sus conocimientos y experiencias de la mano de los más reconocidos expertos en la temática.  En 1992, 1000 docentes fueron capacitados por Vida Silvestre en talleres de educación ambiental.  En 2010 se creó la Caja Educativa de Misiones. 25 docentes y 200 alumnos recibieran el material en 130 escuelas. Indirectamente esto llegó a 558 docentes y 5300 alumnos en esa provincia. En 2012 se lanzó en Buenos Aires la Caja Educativa Urbana, que llegó a 1000 escuelas y 4000 alumnos. Ese mismo año, se realizaron cursos de capacitación docente en 5 provincias, con un alcance de 100 docentes.
Desde 2019, Vida Silvestre promueve en la Argentina la plataforma de ciencia ciudadana iNaturalist, cuyo nodo nacional se llama ArgentiNat Archivado el 31 de julio de 2021 en Wayback Machine..
Desde 2017, promueve el censo provincial de Basura Costera Marina en la provincia de Buenos Aires. Un movimiento de concientización sobre la basura costera.

## Especies

#### Venado de las pampas y otros cérvidos

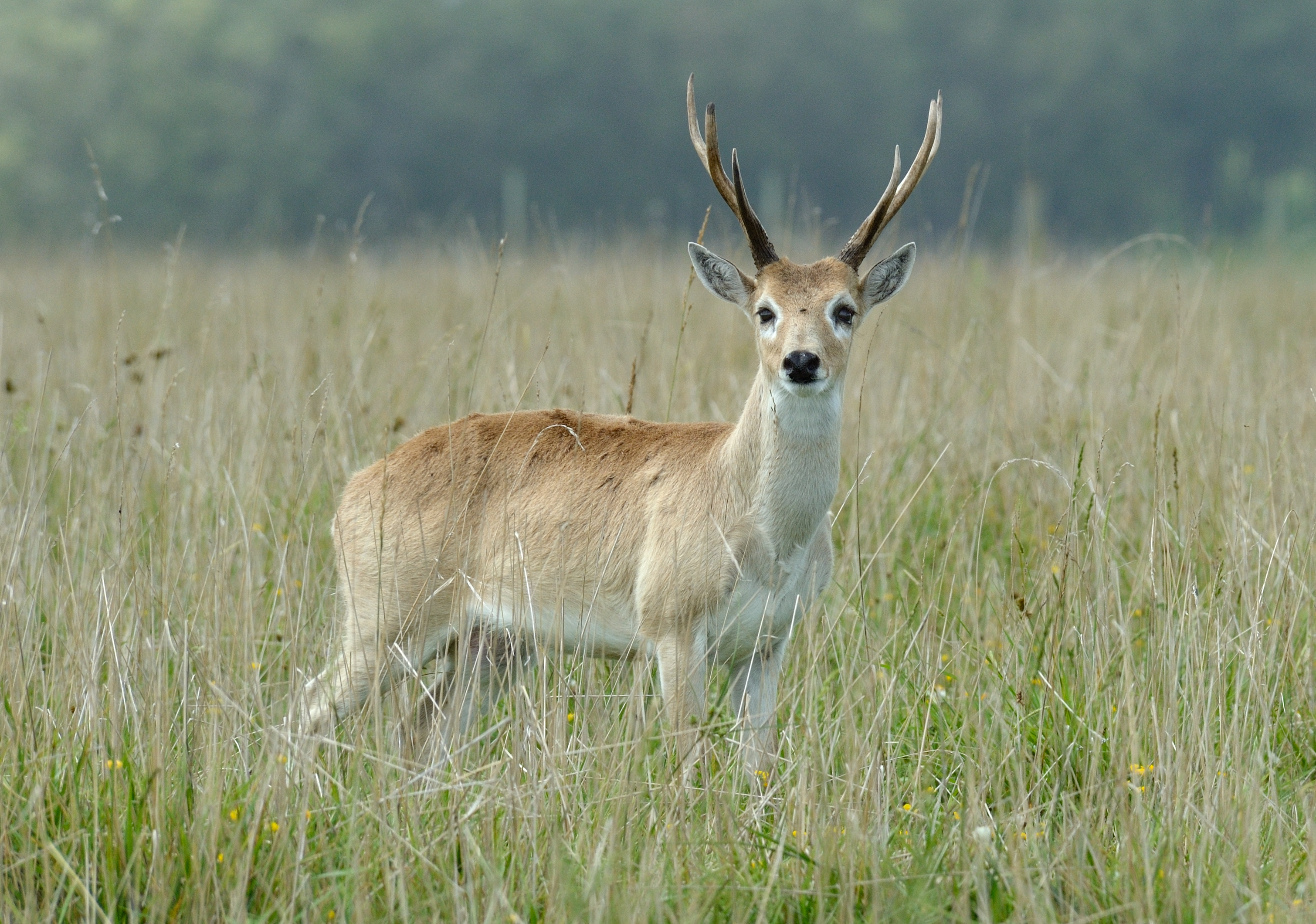
Venado de las pampas, un símbolo de la conservación en Argentina

En 1992, Vida Silvestre lanzó la campaña de adopciones de Venado de las pampas, un ciervo de los pastizales en peligro crítico de extinción, con sólo cuatro poblaciones en Argentina. Previamente, había logrado proteger su hábitat a través de la creación de la Reserva de Vida Silvestre Campos del Tuyú. En 1996, editó el video “Pastizales y venados” en la provincia de San Luis. Hoy, el desafío está centrado en promover una ganadería sustentable en los campos vecinos a Campos del Tuyú, donde, junto con productores, municipios y organismos públicos nacionales y provinciales, se logró implementar un manejo ganadero que, además de producir carne de calidad, asegura la conservación de los pastizales y brinda un hábitat óptimo para está amenazada especie , de la que quedan menos de 3000 ejemplares en la Argentina. En la actualidad, todas las poblaciones de venado de las pampas conviven con ganado, por lo que la conservación de sus ambientes y las buenas prácticas ganaderas son necesarias para su conservación.
Otros trabajos con ciervos realizados por Vida Silvestre incluyen el Proyecto Huemul, iniciado en 1986, para proteger uno de los ciervos más raros del mundo, habitante de la Patagonia Argentina. Tres años después, gracias a la intervención de Vida Silvestre, esta especie fue declarada Monumento Natural. En 1997, se lanzó la caja educativa Huemul, con contenidos para concientizar sobre la problemática de esta especie. Además, en 1978 Vida Silvestre creó una estación de cría de pudúes en la Isla Victoria, en conjunto con la Administración de Parques Nacionales y la Sociedad Zoológica de Nueva York. En 1986, Vida Silvestre llevó a cabo una liberación de pudúes en el parque nacional Nahuel Huapi.

#### Ballenas y otros cetáceos

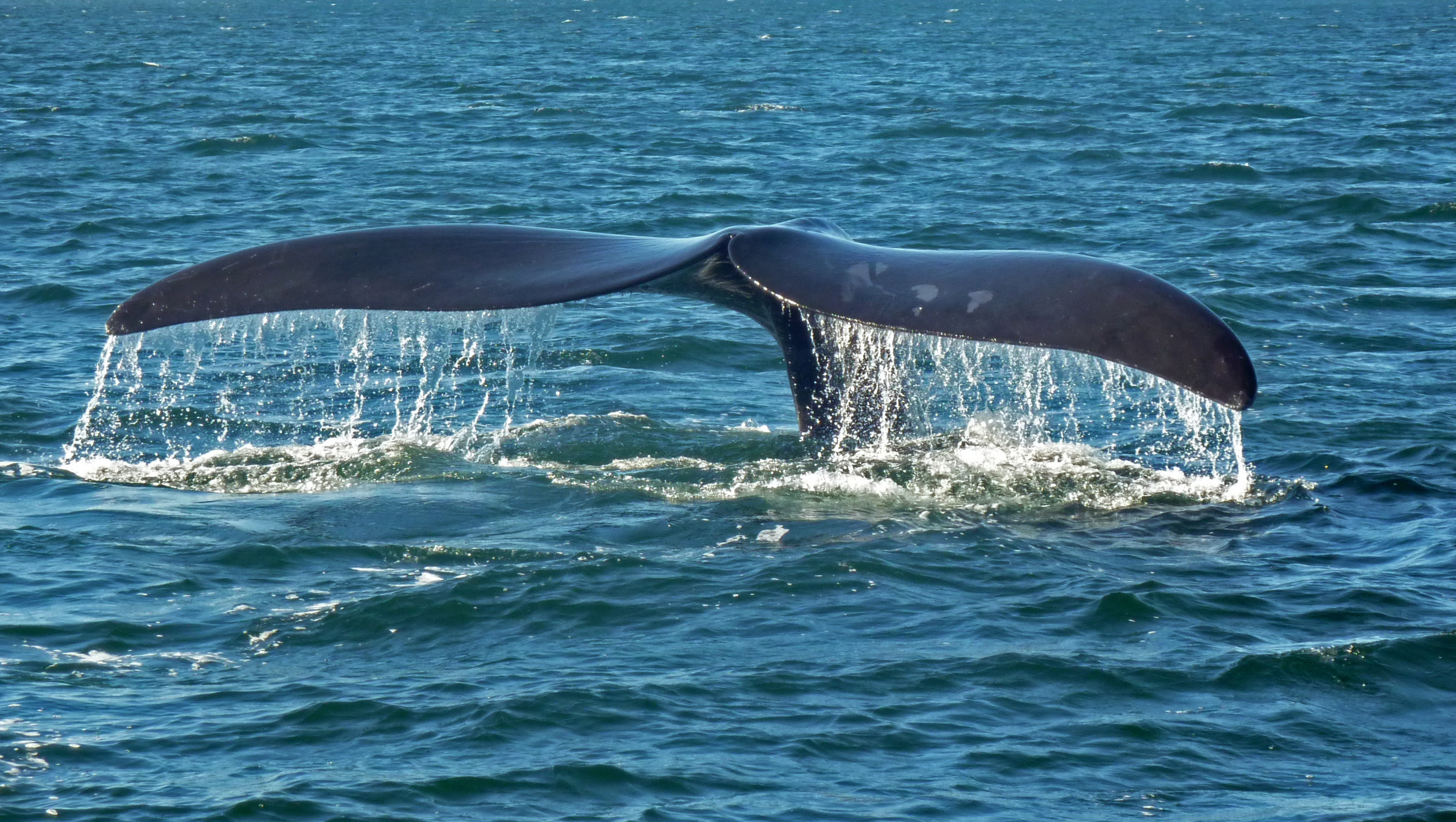
Ballena franca austral

Entre mayo y diciembre de cada año, alrededor de 2.400 ballenas francas australes visitan los golfos de la Península Valdés (Chubut), sitio Patrimonio Natural de la Humanidad, para reproducirse y criar a sus cachorros. Vida Silvestre trabaja monitoreando lo que sucede en el área para favorecer la lenta pero progresiva recuperación de esta especie, a través de un ordenamiento de los usos del Golfo y, especialmente, de la bahía Nueva. Así, se desarrollaron una serie de proyectos para favorecer la conservación de esta especie y otras asociadas: en 1983, Vida Silvestre condujo la primera campaña de observación de ballenas y delfines en la Antártida. Al año siguiente, lanzó una petición pública por la caza de ballenas. 
Desde 1999, Vida Silvestre apoya la “Estimación de abundancia de ballena franca austral y otros pequeños cetáceos en los alrededores de Península Valdés”, que el Centro Nacional Patagónico realiza anualmente mediante censos aéreos durante todo el año. Gracias a la información provista, hoy se conoce que el número de ballenas que visitan Valdés se duplicó en los últimos 10 años, rondando actualmente los 2.500 ejemplares. Ese mismo año, Vida Silvestre produjo un innovador catálogo de fotoidentificación de ballenas francas australes de la Península de Valdés. Gracias a un trabajo conjunto de la provincia, la comunidad, operadores turísticos, agencias de turismo, institutos de investigación, la Fundación Vida Silvestre y otras ONG, se logró crear una ley que regula la principal actividad turística que se realiza en el área, estableciendo códigos de conducta para realizar los avistajes de ballenas. Actualmente, Vida Silvestre monitorea la correcta implementación de la ley.
En 2011, junto a organizaciones nacionales e internacionales, Vida Silvestre denunció la necesidad de adoptar acciones diplomáticas en rechazo a los recientes anuncios del gobierno japonés en relación con el reinicio de sus actividades de caza “científica” de ballenas en el Océano Austral.  Ese mismo año, WWF publicó un documento sobre el cambio climático y cómo afecta a las ballenas, que fue difundido por Vida Silvestre.

#### Pumas y guanacos
En 2012, lanzó una campaña de protección de guanacos y pumas, frente a las leyes que proponían declararlas “plaga”, que logró una enorme adhesión por parte del público: en Río Negro, el gobierno provincial dejó en vigencia la Ley Provincial Nº763/72 que establece incentivos económicos para los productores ganaderos que maten Pumas en sus propiedades, mientras que en Santa Cruz, la Resolución Nº109 de la Cámara de Diputados declaró al Guanaco como especie perjudicial de la fauna silvestre por su número, características biológicas y daño económico y perjuicio social producido. Vida Silvestre envió cartas a las autoridades competentes de ambas provincias solicitando la derogación de las medidas y lanzó una campaña de juntas de firmas por una semana, que reunió más de 36.000 adhesiones.

#### Yaguareté

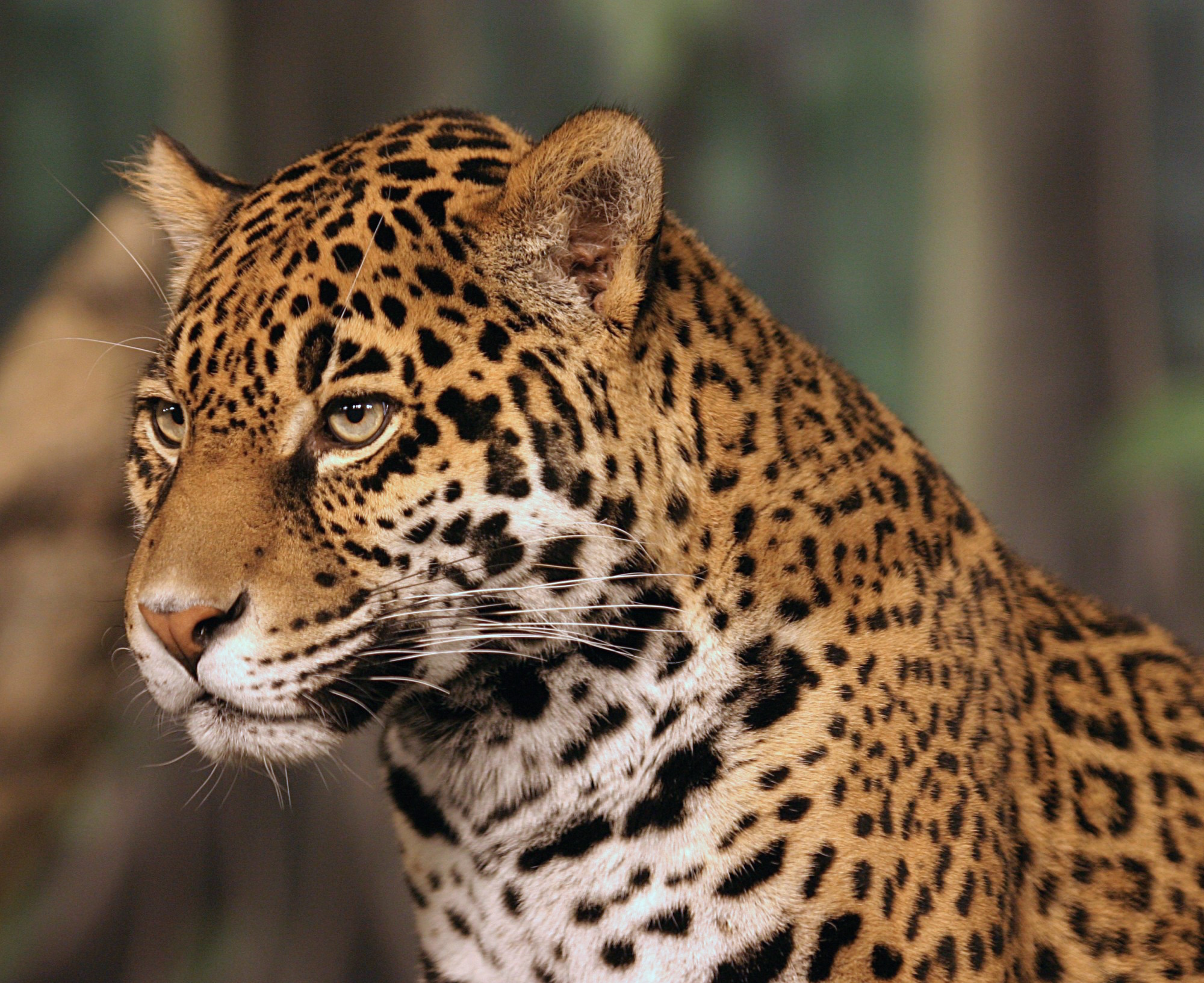
Yaguareté, el felino más grande de América

En Argentina quedan menos de 200 yaguaretés. La pérdida de su hábitat (selva y bosque) producto de la deforestación, su caza ilegal o la caza indiscriminada de animales más pequeños –sus presas- y los conflictos con animales domésticos, afectan directamente la supervivencia de estos felinos. Según estudios realizados en los últimos años, se estima que en la Selva Paranaense viven unos 80 individuos.  
Esta especie emblemática, monumento natural de la Argentina, es una prioridad para Vida Silvestre, que brinda apoyo desde 2003 a investigadores del CeIBA-CONICET, junto con el Ministerio de Ecología, Recursos Naturales Renovables de Misiones y la Administración de Parques Nacionales, en el desarrollo de proyectos con el objetivo de conocer la situación del yaguareté en la Selva Paranaense.  Toda la información obtenida en estos años ha sido un insumo básico para la elaboración de un Plan de Conservación del Yaguareté. Los estudios realizados hasta el momento revelan que la población de yaguaretés en la Selva Paranaense sufrió una drástica disminución en los últimos 15 años, y nos demuestra la necesidad de tomar medidas concretas para revertir esta situación. Vida Silvestre apoya a los investigadores proveyendo recursos y difundiendo la problemática de la especie. Además, el yaguareté es una de las especies prioritarias para WWF, que desarrolla el programa Jaguar en varios de los países donde se encuentra esta especie, como Brasil y Perú.
En 2014, con el apoyo de Vida Silvestre se estrenó el documental “Yaguareté, la última frontera”, dirigido por Marcelo Viñas y producido por Juan María Raggio, con la narración de Ricardo Darín  donde se refleja la situación de la especie y la problemática que afronta. El documental fue difundido a través de internet y estrenado en diversos festivales y salas de cine , llegando a más de 25.000 personas en todo el país.